# Vaszilij Ivanovics Ignatyenko
Vaszilij Ivanovics Ignatyenko (belaruszul: Васіль Іванавіч Ігнаценка; Szpjarizzsa, Belorusz SZSZK, 1961. március 13. – Moszkva, 1986. május 13.) szovjet tűzoltó, aki részt vett az 1986-os csernobili atomkatasztrófa oltásában. Ignatyenko a robbanás után azonnal a helyszínre érkezett, és a legveszélyesebb területeken dolgozott, hogy megakadályozza a tűz továbbterjedését és a sugárzás káros hatásainak terjedését.
Ignatyenko tűzoltóként az életét kockáztatta a csernobili katasztrófa helyszínén, és folyamatosan ki volt téve a nagy sugárzásnak. Munkája során súlyos sugárfertőzést szenvedett, ami halálát okozta.
Az Ignatyenko történetét feldolgozó dokumentumfilmek és könyvek világszerte ismertté tették a nevét és emlékét. Az egyik ilyen alkotás, a Chernobyl Diaries című könyv személyes naplóbejegyzéseket és interjúkat tartalmaz, amelyek Ignatyenko és más tűzoltók emlékezetét örökítik meg.
Ignatyenko hősiessége és önfeláldozó munkája a csernobili katasztrófa oltásában világszerte elismerést kapott. Emlékére emléktáblákat, szobrokat és más emlékeket állítottak fel. Története emlékeztet bennünket a tűzoltók és más vészhelyzeti szolgálatok hősiességére és önfeláldozására, akik mindennapjaikat a közösség szolgálatában töltik.